# Ruger von Degenberg
Ruger von Degenberg (* nach 1250; † 1335 in Niederaltaich) war ein  Benediktiner und von 1323 bis 1335 Abt der Abtei Niederaltaich.
Der dem Adelsgeschlecht Degenberg angehörende Abt Ruger hatte seine Ausbildung in Niederaltaich erfahren, bevor er um 1315 zum Abt des Klosters Sankt Veit gewählt wurde. Als Friedrich Süß 1322 nach nur fünfjähriger Amtszeit als Abt von Niederaltaich zurücktrat, wurde er als dessen Nachfolger an sein früheres Kloster zurückberufen. Sein Bruder Hartwig von Degenberg erwies sich als besonderer Wohltäter des Klosters. Als Hofmeister Ludwigs des Bayern erhielt er von diesem 1341 das Gebiet um Frauenau übertragen, das er dem Kloster weitergab, in der Folgezeit aber Konfliktstoff zwischen dem Kloster und der Stifterfamilie bildete und schließlich an letztere zurückfiel.
Unter Ruger von Degenberg erfolgte 1326 die Weihe der fertiggestellten gotischen Klosterkirche. Für die Blütezeit der Abtei Niederaltaich unter Abt Ruger spricht, dass in seiner Zeit 65 Mönche hier ihre Profess ablegten.